# Розерьёль
Розерьёль (фр. Rozérieulles) — коммуна на северо-востоке Франции, регион Гранд-Эст (бывший Эльзас — Шампань — Арденны — Лотарингия), департамент Мозель. Входит в кантон Арс-сюр-Мозель.

## Географическое положение

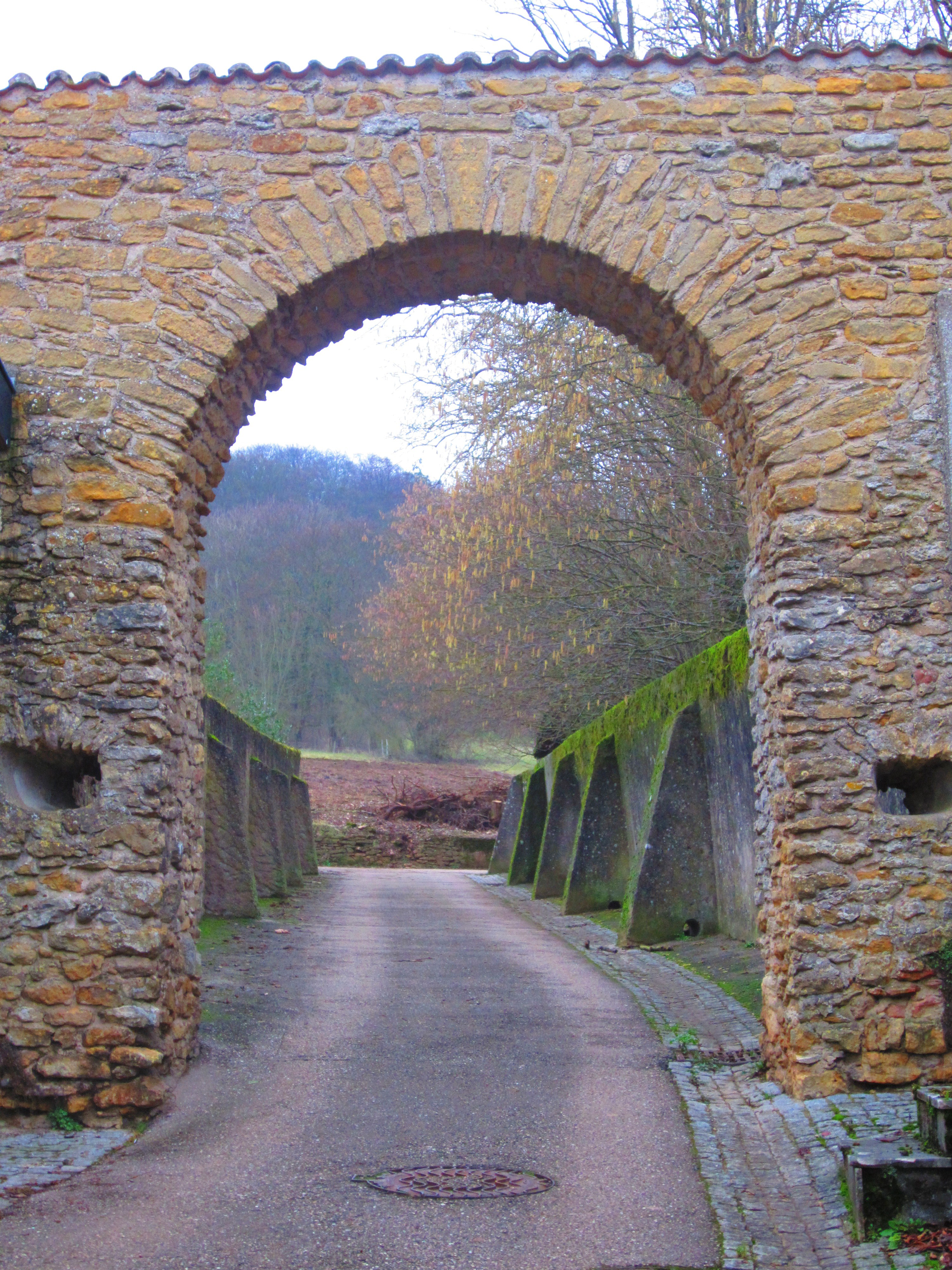
Укреплённые ворота старого города.

Розерьёль расположен в 280 км к востоку от Парижа и в 8 км к западу от Меца.

## История
- Город виноделов, располагавшийся на римской дороге Верден-Мец.
- В средние века был частью мозельских земель.
- После поражения Франции во франко-прусской войне 1870—1871 годов вместе с Эльзасом и департаментом Мозель был передан Германии по Франкфуртскому миру.

## Демография
По переписи 2011 года в коммуне проживало 1 398 человек.

## Достопримечательности
- Старинные дома.
- Руины фортификаций.
- Церковь Сен-Реми (XIII—XV века).
- Фасад романской часовни (XII век).